# Бад Уолтон-арена
Бад Уолтон-арена (англ. Bud Walton Arena, известная также как «Баскетбольный дворец Средней-Америки») — спортивная арена мужской и женской баскетбольных команд университета Арканзас «Арканзасс Рейзорбэкс». Расположена в кампусе университета в Фейетвилле (штат Арканзас) и вмещает 19 368 человек, что делает её пятой по величине ареной США, расположенной в университетском кампусе.

## Строительство
Арена названа в честь Джеймса «Бада» Уолтона, сооснователя Wal-Mart, который пожертвовал на строительство большую часть требуемой суммы. Он выделил на строительство 15 млн долларов — около половины от стоимости строительства. Строительство шло 18 месяцев, что довольно быстро для возведения здания таких размеров.
После строительства, её стали называть большей версией «Барнхилл-арены», бывшей домашней площадки «Рейзорбэкс». Чтобы воссоздать атмосферу, как была в Барнхилле, архитектурное бюро Rosser International поместило как можно больше сидений в наименьший объём, чем в любом подобном строении в мире.